# Jardín Botánico de la Universidad de Cambridge

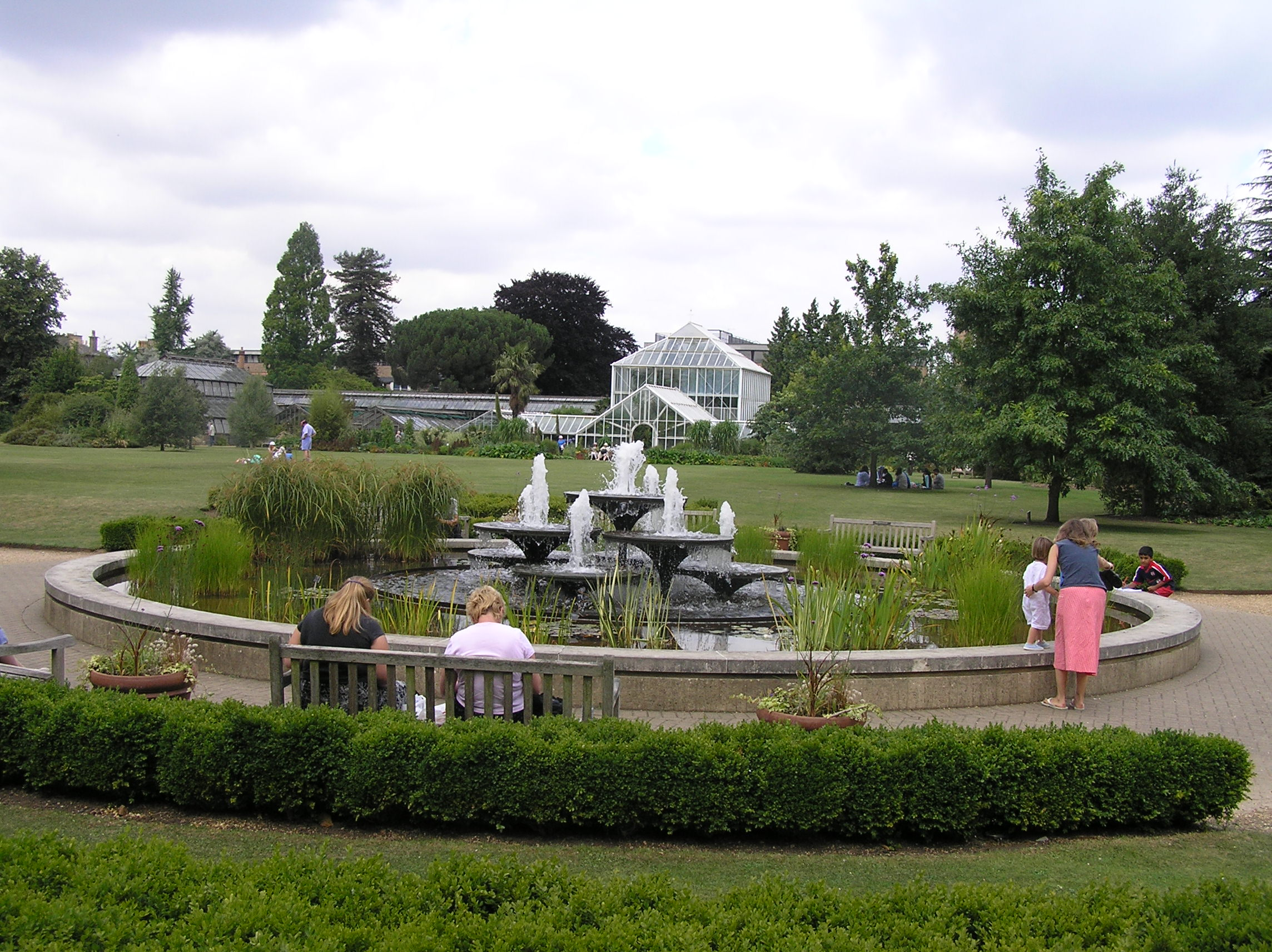
La fuente y los invernaderos

El Jardín Botánico de la Universidad de Cambridge (en inglés, Cambridge University Botanic Garden) es un jardín botánico situado en Cambridge en el Reino Unido. De una extensión de 16 ha, se encuentra situado entre el centro de la población y la estación del ferrocarril.

## Historia
Fundado por la Universidad de Cambridge en 1831 por John Stevens Henslow, el jardín se abrió al público en 1846. Muchos expertos lo consideran como el segundo jardín botánico en importancia detrás del Real Jardín Botánico de Kew.

## Colecciones
- El color del otoño (Autumn colour garden)
- Arriates de plantas nativas británicas (Bed of British native plants)
- Jardín seco - muestra plantas que requieren poca agua
- Marcaje
- Jardín de plantas genéticas
- El jardín posee más de 8000 especies al abrigo del clima inglés protegidas en numerosos invernaderos:
  - El invernadero templado: se exhiben numerosas plantas de climas oceánicos, no requieren un clima cálido, pero deben de estar bien protegidas de las heladas.
  - Casa alpina
  - Casa de Belice
  - Casa de los Cactus
  - Conservatorio, con exposiciones variables
  - Casa de la evolución
  - Casa de las Filicophyta (cerrada por remozamiento)
  - Casa de las plantas suculentas y de las plantas carnívoras
  - Casa tropical húmeda
- Hierbas de ribazos
- Lago El lago y los invernaderos en segundo plano

- Colecciones nacionales de:
  - Alchemilla
  - Bergenia
  - Fritillaira
  - Lavanda
  - Madreselva
  - Grosella
  - Ruscus
  - Saxifraga
  - Tulipas
  - Geraniums

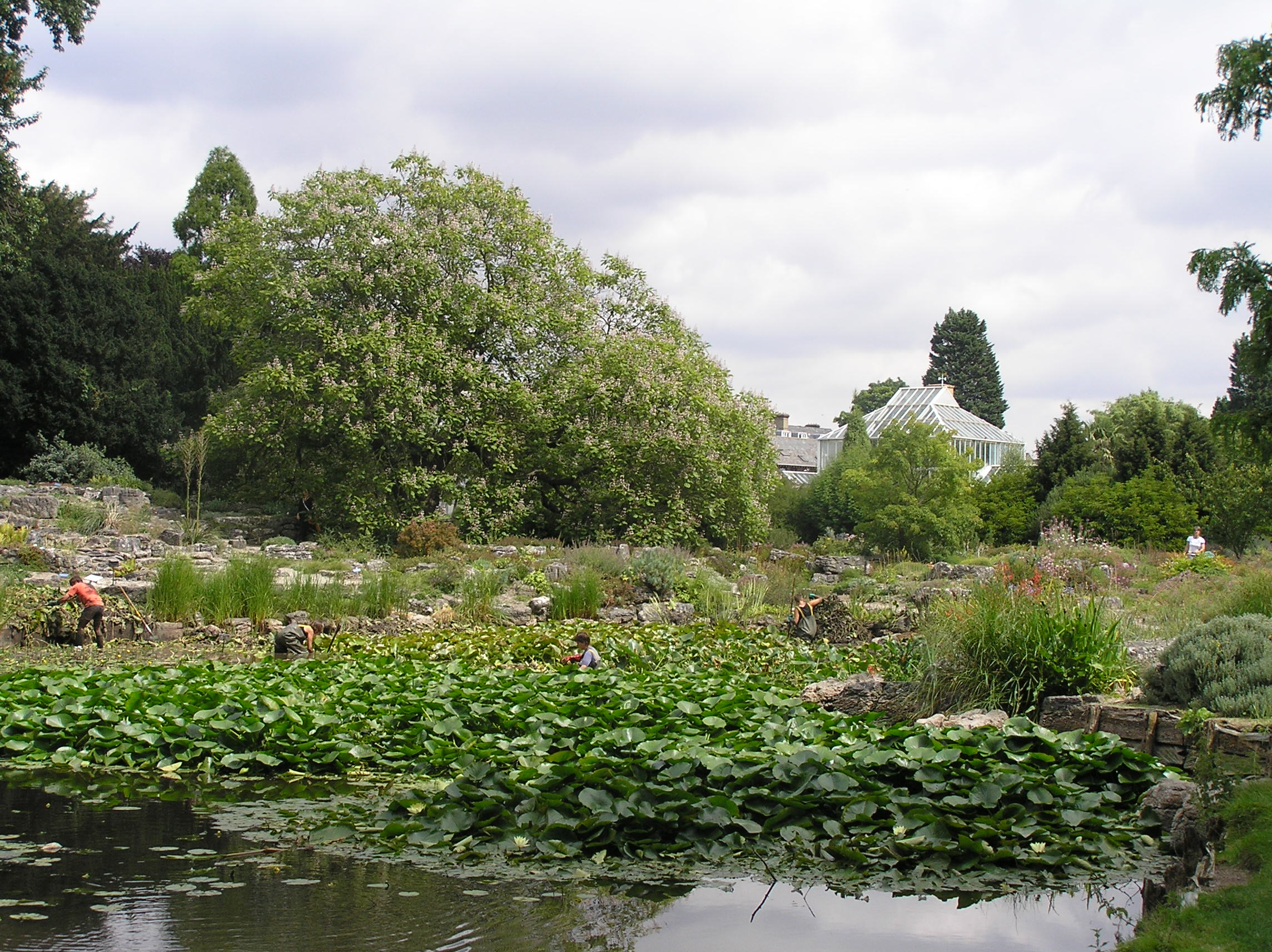
El lago y los invernaderos en segundo plano

- Jardín de rocalla (Rock gardens) - de plantas alpinas
  - Jardín de rocalla calcáreo construido entre 1954 y 1957
  - Jardín de rocalla de arenisca
- Jardín perfumado
- Arriates Sistemáticos - 144 lechos separados de plantas que representan 80 familias de plantas de flor
- Colección de árboles
- Jardín acuático
- Jardín de invierno (diciembre a abril)
- Jardín forestal

## Actividades
Se organizan en su recinto numerosas actividades relacionadas con las plantas y la Naturaleza, también tienen lugar aquí diversos actos públicos, como la jornada de gran relevancia popular del día de la manzana (Apple day).
- Selección de árboles y cuidados (Tree Selection and Care)
- Haciendo cestos y sombreros (Making Rush Baskets and Hats)
- Dibujando plantas con pluma y tinta (Illustrating Plants using Pen and Ink)
- Pintando las cosechas del otoño (Painting the Autumn Harvest)
- La Madera: la historia interna (Wood: the Inside Story)
- Las estaciones en el jardín: invierno (Gardening Seasons: Winter)
- Identificación de los árboles en invierno (Winter Tree Identification)

Muchos de estos actos los organizan y financian los Amigos del Jardín Botánico de Cambridge (Friends of Cambridge Botanic Garden), quienes recogen fondos con diversos métodos y fundaciones, actuando también como voluntariado.